# Seicercus
Genre
Seicercus est un ancien genre d'oiseaux anciennement placé parmi les Sylviidae mais maintenant inclus dans la famille des Phylloscopidae. Il a désormais été fusionné avec le genre Phylloscopus à la suite d'une étude phylogénique approfondie parue en 2018.
Les différentes espèces sont réparties sur le sous-continent indien et dans l'est de l'Asie, du nord de la Chine à l'île de Timor.

## Liste des espèces
D'après la classification de référence (version 5.1, 2015) du Congrès ornithologique international, ce genre est constitué des espèces suivantes (ordre phylogénique) :
- Seicercus affinis – Pouillot affin
- Seicercus burkii – Pouillot de Burke
- Seicercus tephrocephalus – Pouillot à calotte grise
- Seicercus whistleri – Pouillot de Whistler
- Seicercus valentini – Pouillot de Bianchi
- Seicercus omeiensis – Pouillot de Martens
- Seicercus soror – Pouillot sœur
- Seicercus poliogenys – Pouillot à joues grises
- Seicercus castaniceps – Pouillot à couronne marron
- Seicercus montis – Pouillot à poitrine jaune
- Seicercus grammiceps – Pouillot de la Sonde